# فرودگاه شهری لیچفیلد، ایلینوی
فرودگاه شهری لتچفیلد (به انگلیسی: Litchfield Municipal Airport (Illinois)) یک فرودگاه همگانی بهره‌برداری هوایی است که یک باند فرود آسفالت دارد و طول باند آن ۱۲۲۰ متر است. این فرودگاه در کشور ایالات متحده آمریکا قرار دارد و در ارتفاع ۲۱۰ متری از سطح دریا واقع شده است.